# Ainārs Kovals
Ainārs Kovals (21. november 1981 i Riga i Lettiske SSR) er en lettisk spydkaster trænet af Valentīna Eiduka. Han opnåede sit personligt bedste kast ved sommer-OL 2008 på 86,64 meter, et kast som gav ham en olympisk sølvmedalje. Kovals har også opnået medaljer ved universiaderne i 2005, 2007 og 2009; med henholdsvis guld, bronze og guld. Kovals er gift med den lettiske spydkaster Sinta Ozoliņa-Kovala.
Ainārs Kovals er siden den 14. oktober 2008 Kavaler af Trestjerneordenen, en orden han fik overrakt af Letlands præsident Valdis Zatlers på Rigas Slot den 11. november 2008.